# Monte Cassino

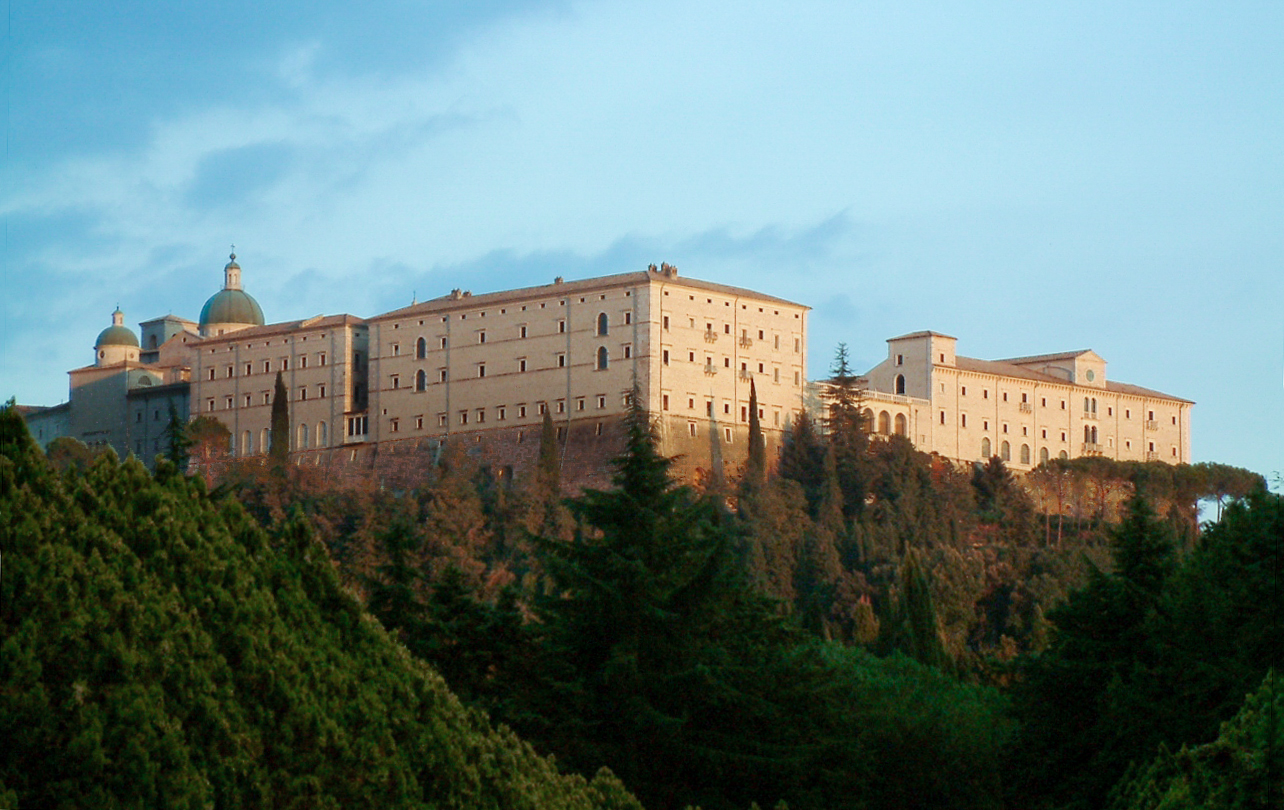
Opactwo Benedyktynów na wzgórzu (widok o zachodzie słońca)

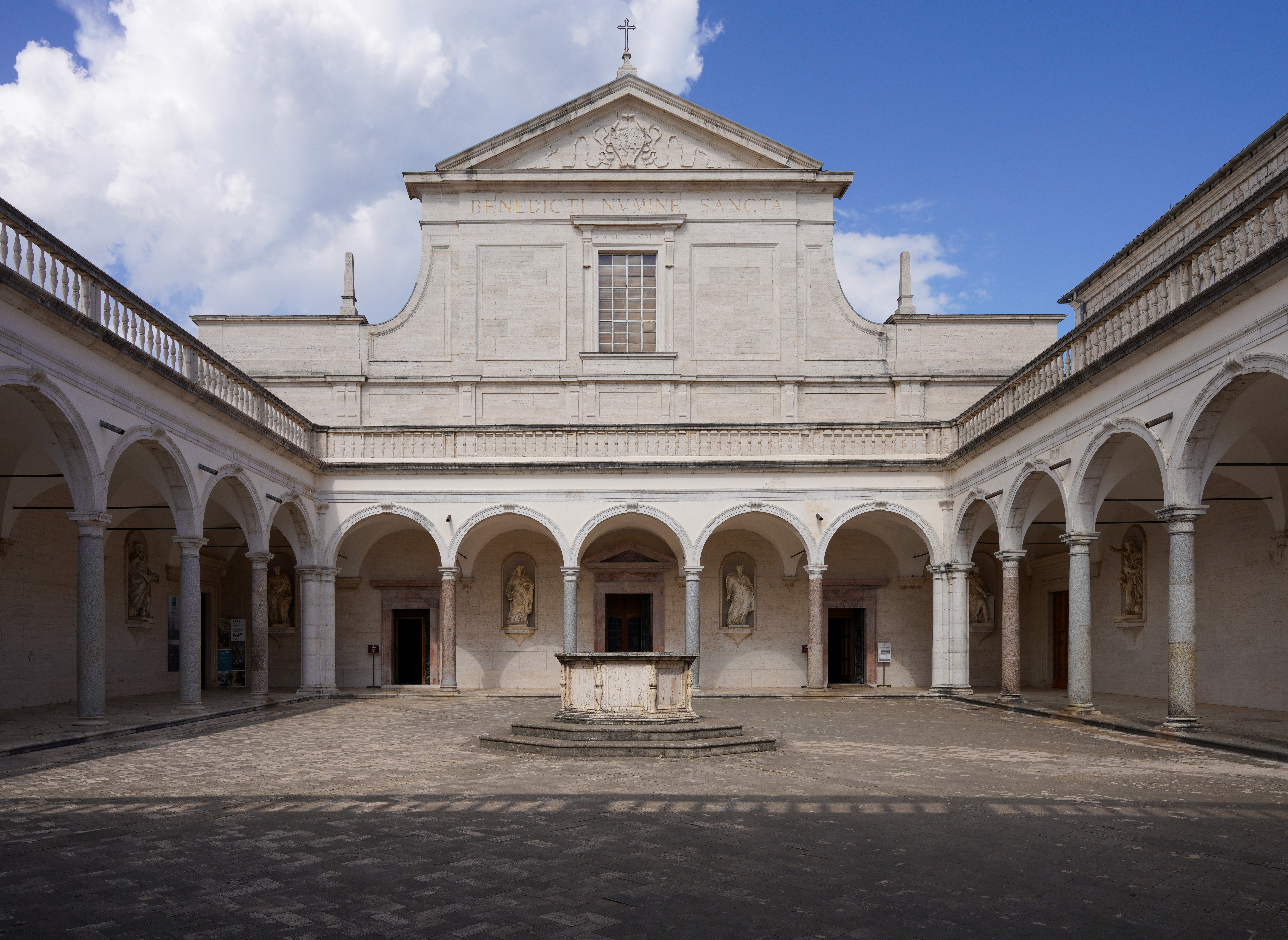
Fasada kościoła na wzgórzu – widok z Dziedzińca Dobroczyńców

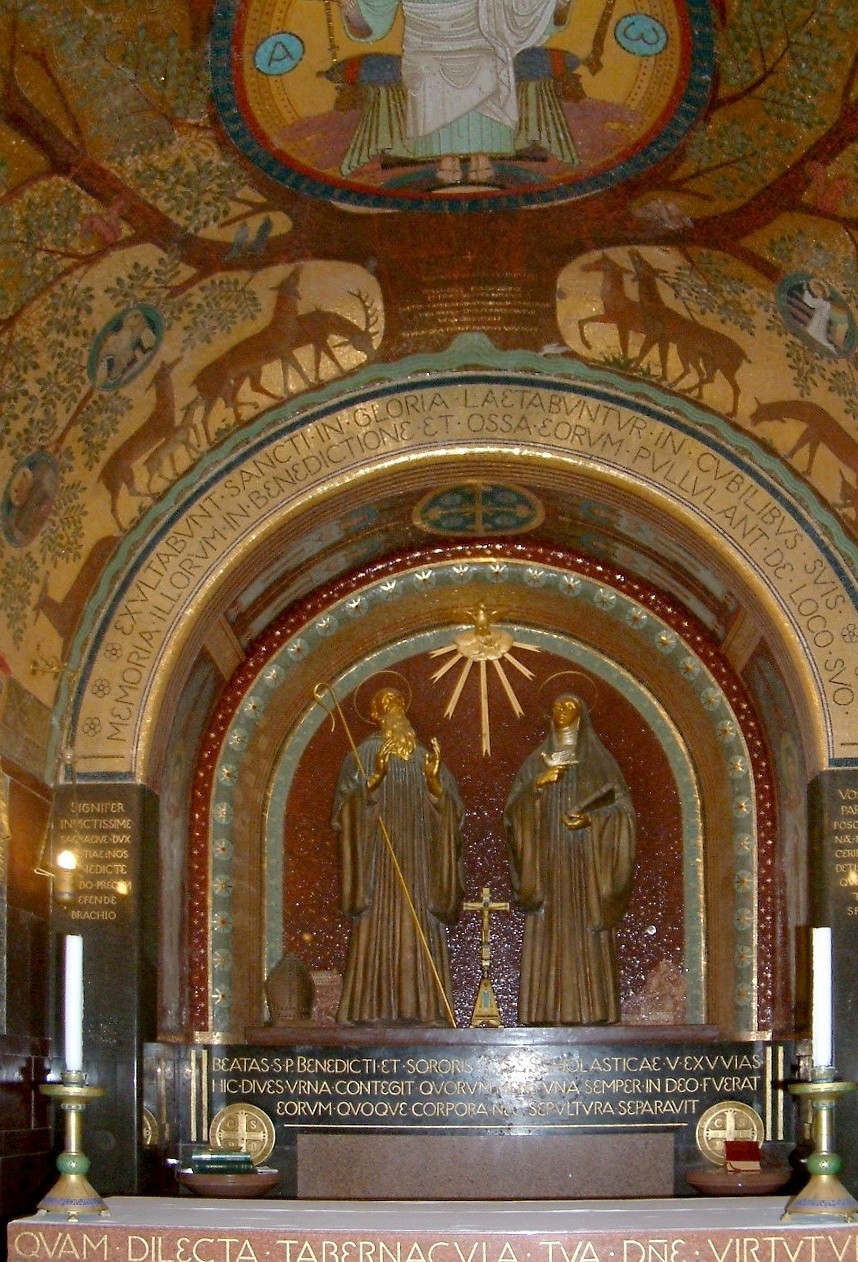
Św. Benedykt i św. Scholastyka

Monte Cassino (wł. Montecassino) – wzgórze we Włoszech (w Apeninach Środkowych) o wysokości 520 m n.p.m., zlokalizowane nad doliną rzeki Liri, w regionie Lacjum i prowincji Frosinone, między Rzymem (130 km) i Neapolem (100 km). U jej podnóża znajduje się miasto Cassino (2 km). Na szczycie wznosi się opactwo benedyktyńskie (pierwotne od 529 r., zbombardowane w 1944 r., odbudowane po II wojnie światowej). W czasie II wojny światowej miały tu miejsce walki pomiędzy wojskami alianckimi a niemieckimi. W skład wojsk alianckich wchodził II Korpus Wojska Polskiego pod dowództwem gen. Władysława Andersa, którego żołnierze jako pierwsi zawiesili biało-czerwoną flagę po zajęciu wzgórza.

## Historia
Włoskie Monte Cassino odpowiada łacińskiemu Mons Casinus. Łacińskie casa – to chata, dom, namiot, letnia gospoda. Włoskie Cassino pochodzić może też od grecko-łacińskiego cassia, oznaczającego drzewo symbolizujące chrześcijański chrzest z wody, rosnące w miejscach obfitujących w wodę lub od łacińskiego cassis kask, szyszak, metalowy hełm. Prawdopodobnie w tym miejscu swoją osadę założyli już Wolskowie. Według Tytusa Liwiusza w roku 422 p.n.e. osadzono na górze Cassino cztery tysiące rzymskich kolonistów, głównie legionistów. Od V wieku Casinum było rzymskim municipium. Na górze wzniesiono świątynie ku czci Jowisza, Febusa i Wenery.
Wedle tradycji Benedykt z Nursji dotarł do Mons Casinum między 525 r. a 529 r., już po pobycie w Rzymie i w Subiaco, gdzie założył pierwsze klasztory swojego zakonu. Mistyka miejsca kazała Benedyktowi założyć w Casinum kolejny klasztor i w nim osiąść. Na potrzeby klasztoru wykorzystano antyczne miejsce kultu urządzone po chrześcijańsku. Świątynia Febusa stała się kościołem pw. św. Jana Chrzciciela. Benedykt zamieszkał w dwukondygnacyjnej wieży, w której napisał regułę zakonu benedyktynów (po zniszczeniach w 1944 przetrwała jej dolna partia). Klasztor na Monte Cassino stał się w owym czasie najważniejszym duchowym miejscem chrześcijańskiej Europy. Św. Benedykt przebywał w nim aż do swojej śmierci. Na Monte Cassino umarła również siostra bliźniaczka św. Benedykta, św. Scholastyka, założycielka zakonu benedyktynek w Piumarola. Szczątki tych dwojga świętych są najcenniejszymi relikwiami opactwa.
Strategiczne położenie budowli przy ważnym trakcie łączącym Rzym z Neapolem, sprawiało, że klasztor wielokrotnie stawał się celem ataku. W 584 r. wzgórze zdobyli Longobardowie, którzy zburzyli klasztor i wypędzili benedyktynów. Mnisi znaleźli schronienie w kościele św. Andrzeja w Rzymie na Lateranie. Benedyktyni powrócili do Monte Cassino w 718 r. Wielki rozkwit opactwa nastąpił za opata św. Bertariusza, w pierwszej połowie IX w. Ale już w 883 r. klasztor zdobyli Saraceni, niszcząc doszczętnie klasztor (w czasie tego najazdu spłonął rękopis reguły benedyktynów napisany przez św. Benedykta). Mnisi przez niemal wiek mieszkali w nowym klasztorze w Kapui. Odbudowę klasztoru w Monte Cassino rozpoczął opat Aligernus (949 r.). Na kolejne lata przypada okres świetności klasztoru. Jego opat Dezyderiusz został papieżem, przybierając imię Wiktor III. Nowy papież przez rok rezydował na Monte Cassino. Te wydarzenia były przyczyną wzrostu bogactwa klasztoru w dzieła sztuki i księgi księgozbioru. Kościół został konsekrowany przez papieża Aleksandra II w 1071 r. W 1321 r. papież Jan XXII podniósł kościół do rangi katedry i zakończył niezależność zakonu od władzy papieża.
W 1349 r. opactwo nawiedziło trzęsienie ziemi, niszcząc część zabudowań. Po kilkunastu latach klasztor podniesiono z ruin. Od XVI do XVIII wieku trwa kolejny okres rozkwitu klasztoru. Z tego czasu pochodziła zabudowa klasztorna, którą zniszczono w 1944 r. Biblioteka klasztorna liczyła ponad sto tysięcy tomów i dziesiątki tysięcy pergaminów, inkunabułów i rękopisów. Opactwo posiada rękopisy Galena, Hipokratesa, Cycerona, Pliniusza, Apulejusza.
W 1799 r. wzgórze zdobyły wojska Napoleona. Od 1866 r. klasztor jest pomnikiem narodowym.
W czasie II wojny światowej wzgórze Monte Cassino było świetnym miejscem na bazę w tworzonej przez Niemców Linii Gustawa, ale marszałek polny Albert Kesselring (bawarski katolik), nie zezwolił na ufortyfikowanie tego miejsca, ponieważ byłoby to równoznaczne z wystawieniem na zniszczenie klasztoru, o czym poinformował Watykan i dowództwo aliantów. Dziś znany jest fakt, że alianci, przede wszystkim Amerykanie, wiedzieli, że w klasztorze nie stacjonowało niemieckie wojsko, jednak zdecydowali się na bombardowanie obawiając się, że w trakcie bitwy może się to zmienić. Na zbombardowanie klasztoru nalegał gen. Bernard Freyberg, dowódca Korpusu Nowozelandzkiego, którego dywizja miała szturmować górę. Wobec jego stanowczego stanowiska, sztab V Armii amerykańskiej wyraził zgodę na lotniczy atak na klasztor, chociaż wcześniej nie znajdował się na liście celów. Bombardowanie miało nastąpić początkowo 13 lutego 1944, ale z powodu złych warunków atmosferycznych przesunięto je o dwa dni. Publiczne ogłoszenie przez aliantów godziny bombardowania (15 lutego 1944), pozwoliło więc benedyktynom na zorganizowanie transportu i przewiezienie bezcennych skarbów kultury europejskiej, znajdujących się w klasztorze do Watykanu. W wyniku nalotów klasztor doszczętnie zniszczono (ocalały jedynie krypty św. Benedykta i św. Scholastyki). Kiedy skończyło się trwające trzy dni bombardowanie i niczego już nie można było ocalić, oddział Wehrmachtu zajął górę i ufortyfikował się w rumowisku, które stało się doskonałym miejscem obrony – jego zdobycie kosztowało życie 30 tysięcy żołnierzy.
Klasztor był świadkiem bitwy o Monte Cassino, w której uczestniczył II Korpus polski pod wodzą generała Władysława Andersa. Po II wojnie światowej rząd włoski odbudował klasztor, a papież Paweł VI rekonsekrował go w 1964 r.

## Lista opatów Monte Cassino

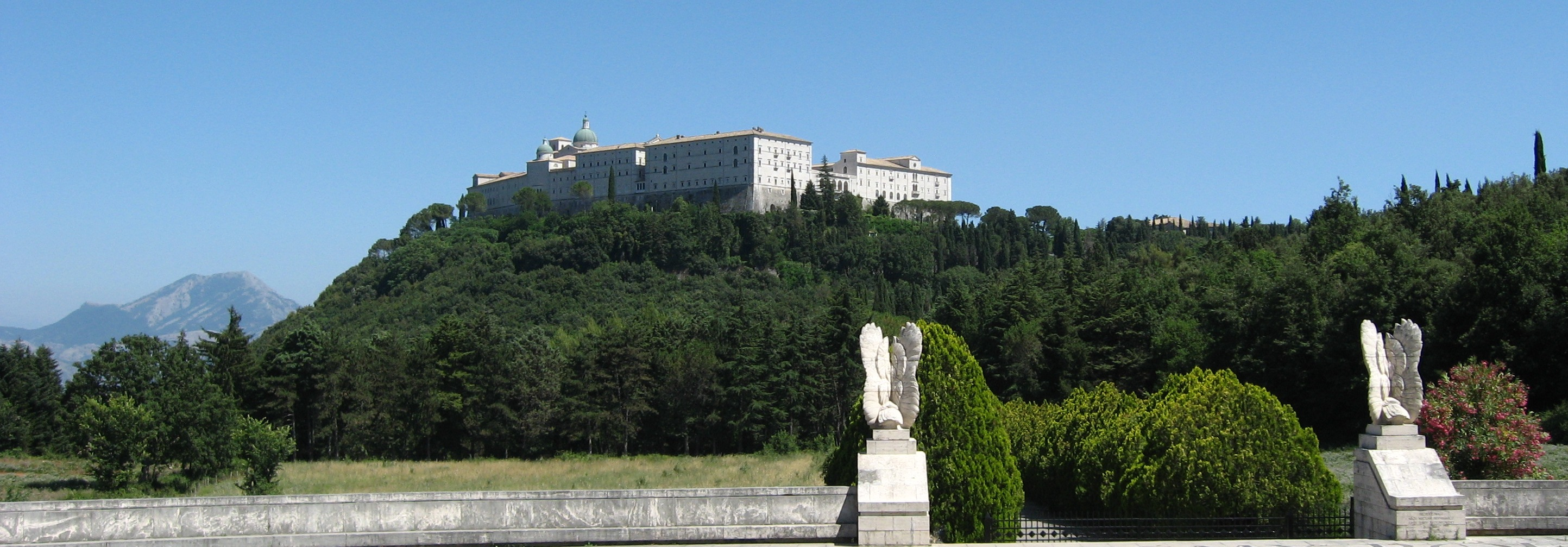
Klasztor na Monte Cassino – widok z Polskiego Cmentarza Wojennego

|     | Opat                                                                    | Od                   | Do                   |
| 1   | Benedykt z Nursji                                                       | 530                  | 21 marca 547         |
| 2   | Konstantyn                                                              | 547                  | 560?                 |
| 3   | Symplicjusz                                                             | 560?                 | 576?                 |
| 4   | Witalis                                                                 | 576?                 | 580?                 |
| 5   | Bonito                                                                  | 580?                 | 584                  |
|     | Pierwsze zniszczenie Monte Cassino                                      | 584                  |                      |
| 6   | Petronace da Brescia                                                    | 717?                 | 6 maja 750           |
| 7   | Optat                                                                   | 750                  | 4 stycznia 760       |
| 8   | Ermeri                                                                  | 760                  | 18 lipca 760         |
| 9   | Gracjan                                                                 | 760                  | 22 sierpnia 764      |
| 10  | Tomichi                                                                 | sierpień 764         | 25 stycznia 771      |
| 11  | Potone                                                                  | luty 771             | 777                  |
| 12  | Teodemar                                                                | 777/778              | 796                  |
| 13  | Gisolfo                                                                 | 796                  | 24 grudnia 817       |
| 14  | Apollinary                                                              | 817                  | 27 listopada 828     |
| 15  | Deusdedit                                                               | 828                  | 9 października 834   |
| 16  | Ilderico                                                                | 834                  | 834                  |
| 17  | Autperto                                                                | 834                  | 20 lutego 837        |
| 18  | Bassacio                                                                | 837                  | 17 marca 856         |
| 19  | Bertario                                                                | kwiecień 856         | 22 października 883  |
|     | Drugie zniszczenie Monte Cassino                                        | 883                  |                      |
|     | Opaci w Teano                                                           |                      |                      |
| 20  | Angelario I                                                             | 883                  | 5 grudnia 889        |
| 21  | Ragembrando                                                             | marzec 890           | 6 listopada 899      |
| 22  | Leon                                                                    | 899                  | 17 sierpnia 914      |
|     | Opaci w Kapui                                                           |                      |                      |
| 23  | Giovanni I                                                              | wrzesień 914         | 31 marca 934         |
| 24  | Adelperto                                                               | 6 kwietnia 934       | 27 grudnia 943?      |
| 25  | Baldovino                                                               | 943?                 | kwiecień? 946        |
| 26  | Maielpoto                                                               | 943/944              | 24? października 948 |
|     | Opaci w Monte Cassino                                                   |                      |                      |
| 27  | Aligerno                                                                | 25 października 948  | 23 listopada 985     |
| 28  | Mansone                                                                 | 14 listopada 986     | 8 marca 996          |
| 29  | Giovanni II                                                             | 996                  | 997                  |
| 30  | Giovanni III                                                            | październik 997      | 18 marca 1010        |
|     | Giovanni IV di Gaeta                                                    | 1010                 | 1011                 |
| 31  | Atenolfo                                                                | 1011                 | 30 marca 1022        |
| 32  | Teobald                                                                 | 29? czerwca 1022     | 3 czerwca 1035       |
| 33  | Basilio                                                                 | czerwiec 1036        | czerwiec? 1038       |
| 34  | Richerio                                                                | czerwiec 1038        | 11 grudnia 1055      |
| 35  | Pietro I                                                                | 1055                 | 22 maja 1057         |
| 36  | Fryderyk z Lotaryngii, kardynał                                         | 23 maja 1057         | 29 marca 1058        |
| 37  | Desiderio, kardynał                                                     | czerwiec? 1058       | 16 września 1087     |
| 38  | Oderisio de Marsi, kardynał                                             | wrzesień 1087        | 2 grudnia 1105       |
| 39  | Otton                                                                   | grudzień 1105        | 1 października 1107  |
| 40  | Bruno, kardynał                                                         | listopad 1107        | wrzesień 1111        |
| 41  | Gerard                                                                  | październik 1111     | 17 stycznia 1123     |
| 42  | Oderisio di Sangro, kardynał                                            | styczeń 1123         | maj 1126             |
| 43  | Mikołaj I                                                               | maj 1126             | lipiec 1127          |
| 44  | Senioretto                                                              | 12 lipca 1127        | 4 lutego 1137        |
| 45  | Rainaldo Tuscus                                                         | 10 lutego 1137       | 18 września 1137     |
| 46  | Wibald ze Stablo                                                        | 19 września 1137     | 2 listopada 1137     |
| 47  | Rainaldo di Collemezzo, kardynał                                        | 13 listopada 1137    | 28 października 1166 |
| 48  | Teodino de Scarpa                                                       | październik? 1166    | 14 września 1167     |
| 49  | Egidiusz                                                                | 1168                 | 1168                 |
|     | Pietro dell’Isola, dziekan Monte Cassino, jako administrator apostolski | 1168                 | 1171                 |
| 50  | Domenico de Sambucina                                                   | 1171                 | 25 kwietnia 1174     |
| 51  | Pietro dell’Isola                                                       | kwiecień 1174        | 8 lipca 1186         |
| 52  | Roffredo dell’Isola, kardynał                                           | 9 lipca 1188         | 30 maja 1210         |
| 53  | Pietro Conti                                                            | 24 czerwca 1210      | 28 stycznia 1211     |
| 54  | Adenolfo                                                                | marzec 1211          | sierpień 1215        |
| 55  | Stefan I                                                                | 13 września 1215     | 21 lipca 1227        |
| 56  | Landolfo Sinibaldo                                                      | grudzień 1227        | 28 lipca 1236        |
|     | Pandolfo, administrator                                                 | 8 stycznia 1237      | czerwiec 1238        |
| 57  | Stefano II                                                              | czerwiec 1238        | 21 stycznia 1248     |
| 58  | Nicola II                                                               | 11 marca 1251        | 1251                 |
| 59  | Riccardo (kardynał?)                                                    | 1251                 | 1 marca 1262         |
| 60  | Teodino de Capistrello                                                  | 1262                 | 1263                 |
| 61  | Bernard Ayglier                                                         | 29 marca 1263        | 4 kwietnia 1282      |
| 62  | Tommaso I                                                               | 28 września 1285     | 18 września 1288     |
| 63  | Ponzio                                                                  | 19 marca 1292        | 30 września 1292     |
| 64  | Guglielmo                                                               | czerwiec 1293        | 1294?                |
| 65  | Angelario II                                                            | październik 1294     | kwiecień 1295        |
| 66  | Beraudo                                                                 | 18 kwietnia 1295     | grudzień 1295        |
|     | Bernardo, biskup Trypolisu, administrator                               | 14 grudnia 1295      | sierpień 1296        |
| 67  | Galardo                                                                 | 8 sierpnia 1296      | 20 marca 1301        |
| 68  | Tommaso II                                                              | 1304                 | ?                    |
| 69  | Marino                                                                  | 1306                 | 19 grudnia 1313      |
| 70  | Isnardo                                                                 | 1314?                | 1323?                |
|     | Biskupi Monte Cassino                                                   |                      |                      |
|     | Oddone, patriarcha Aleksandrii, administrator                           | 6 czerwca 1323       | 3 lipca 1325         |
| 71  | Raimondo                                                                | 9 kwietnia 1326      | 26 lipca 1340        |
| 72  | Guido                                                                   | 6 listopada 1340     | 2 sierpnia 1341      |
| 73  | Richerio II                                                             | 10 października 1341 | 27 lutego 1343       |
| 74  | Stefano III Audebrand Cambarou                                          | 14 marca 1343        | 13 lutego 1346       |
| 75  | Guglielmo                                                               | 7 kwietnia 1346      | 17 kwietnia 1353     |
|     | Trzecie zniszczenie Monte Cassino                                       | 1349                 |                      |
| 76  | Francesco d’Atti                                                        | 17 kwietnia 1353     | 18 marca 1355        |
| 77  | Angelo I Acciaiuoli                                                     | 18 marca 1355        | 4 października 1357  |
| 78  | Angelo II della Posta                                                   | 23 marca 1358        | 11 kwietnia 1362     |
| 79  | Angelo III Orsini                                                       | 26 sierpnia 1362     | 1365                 |
|     | Papież Urban V                                                          | 1366                 | 1369                 |
|     | Opaci                                                                   |                      |                      |
| 80  | Bartolomeo da Siena                                                     | 31 sierpnia 1369     | 1369                 |
| 81  | Andrea da Faenza                                                        | 5 grudnia 1369       | 18 września 1373     |
| 82  | Pietro IV de Tartaris                                                   | 7 lutego 1374        | 4 czerwca 1395       |
| 83  | Enrico Tomacelli                                                        | 22 czerwca 1396      | czerwiec 1413        |
| 84  | Pirro Tomacelli                                                         | 7 kwietnia 1414      | 1442                 |
| 85  | Antonio Carafa                                                          | 26 maja 1446         | 1 lutego 1454        |
|     | Opaci komedatoryjni                                                     |                      |                      |
| 86  | Lodovico Trevisan, kardynał                                             | 18 maja 1454         | 26 marca 1465        |
| 87  | Papież Paweł II                                                         | 29 marca 1465        | 27 lipca 1471        |
| 88  | Giovanni d’Aragona, kardynał                                            | 30 sierpnia 1471     | 19 października 1485 |
| 89  | Giovanni de’ Medici, kardynał                                           | 14 marca 1486        | 15 listopada 1504    |
|     | Opaci kongregacji                                                       |                      |                      |
| 90  | Eusebio Fontana                                                         | 11 stycznia 1505     | 15 listopada 1506    |
| 91  | Zaccaria Castagnola                                                     | maj 1506             | maj 1509             |
| 92  | Graziano II da Milan                                                    | maj 1509             | 22 sierpnia 1510     |
| 93  | Ignazio Squarcialupi                                                    | październik 1510     | grudzień 1516        |
| 94  | Vincenzo de Riso                                                        | styczeń 1517         | grudzień 1518        |
| 95  | Teofilo Piacentini                                                      | styczeń 1519         | maj 1520             |
| 96  | Ignazio Squarcialupi (ponownie)                                         | maj 1520             | grudzień 1521        |
| 97  | Ludovico II Trivulzio                                                   | styczeń 1522         | maj 1522             |
| 98  | Giustino Harbes                                                         | maj 1522             | grudzień 1523        |
| 99  | Ignazio Squarcialupi (po raz trzeci)                                    | styczeń 1524         | grudzień 1526        |
| 100 | Crisostomo de Alessandro                                                | styczeń 1527         | maj 1531             |
| 101 | Agostino Bonfili                                                        | maj 1531             | maj 1533             |
| 102 | Crisostomo de Alessandro (po raz drugi)                                 | maj 1533             | maj 1538             |
| 103 | Girolamo I da Monterosso                                                | maj 1538             | maj 1539             |
| 104 | Ignazio II da Genova                                                    | maj 1539             | maj 1541             |
| 105 | Girolamo II Scloccheto                                                  | maj 1541             | maj 1546             |
| 106 | Lorenzo Zambelli                                                        | maj 1546             | maj 1549             |
| 107 | Girolamo II Scloccheto (po raz drugi)                                   | maj 1549             | maj 1551             |
| 108 | Innocenzo Nicolai                                                       | maj 1551             | maj 1554             |
| 109 | Girolamo III Calcini                                                    | maj 1554             | maj 1555             |
| 110 | Isidoro Mantegazzi                                                      | maj 1555             | maj 1556             |
| 111 | Ignazio III Vicani                                                      | maj 1556             | maj 1559             |
| 112 | Angelo IV de Faggis                                                     | maj 1559             | maj 1564             |
| 113 | Ignazio III Vicani (po raz drugi)                                       | maj 1564             | maj 1565             |
| 114 | Angelo IV de Faggis (po raz drugi)                                      | maj 1565             | maj 1568             |
| 115 | Bernardo III de Adamo                                                   | maj 1568             | maj 1570             |
| 116 | Mattia Mattaleia da Lignasco                                            | maj 1570             | maj 1572             |
| 117 | Angelo IV de Faggis (po raz trzeci)                                     | maj 1572             | maj 1575             |
| 118 | Girolamo IV Gersale                                                     | maj 1575             | sierpień 1577        |
| 119 | Bernardo IV Ferrajolo                                                   | 15 sierpnia 1577     | maj 1580             |
| 120 | Desiderio II da Brescia                                                 | maj 1580             | maj 1585             |
| 121 | Bernardo IV Ferrajolo (po raz drugi)                                    | maj 1585             | styczeń 1587         |
| 122 | Egidio II Sernicoli                                                     | maj 1587             | maj 1589             |
| 123 | Andrea II da Sessa                                                      | maj 1589             | maj 1590             |
| 124 | Girolamo V Brugia                                                       | maj 1590             | maj 1595             |
| 125 | Basilio II da Brescia                                                   | maj 1595             | wrzesień 1596        |
| 126 | Vittorino de Manso                                                      | styczeń 1597         | maj 1598             |
| 127 | Zaccaria II Tarasco                                                     | maj 1598             | maj 1599             |
| 128 | Ambrogio Rastellini                                                     | maj 1599             | grudzień 1602        |
| 129 | Desiderio III da Monreale                                               | styczeń 1603         | grudzień 1604        |
| 130 | Gregorio II Casamata                                                    | styczeń 1605         | 2 sierpnia 1608      |
| 131 | Paolo da Cosenza                                                        | 14 października 1608 | 21 października 1609 |
| 132 | Onorato Scalisi                                                         | 22 października 1609 | 19 kwietnia 1614     |
| 133 | Isidoro II Agresti                                                      | 20 kwietnia 1614     | 22 kwietnia 1617     |
| 134 | Paolo II Scotti                                                         | 23 kwietnia 1617     | maj 1621             |
| 135 | Bernardino Saivedra                                                     | maj 1621             | grudzień 1624        |
| 136 | Simplicio II Caffarelli da Tito                                         | styczeń 1625         | grudzień 1628        |
| 137 | Paolo II Scotti (po raz drugi)                                          | styczeń 1629         | grudzień 1630        |
| 138 | Angelo V Grassi                                                         | styczeń 1631         | 18 grudnia 1631      |
| 139 | Paolo Camillo Casati                                                    | styczeń 1632         | grudzień 1634        |
| 140 | Desiderio IV Petronio                                                   | styczeń 1635         | grudzień 1639        |
| 141 | Severino Fusco                                                          | styczeń 1640         | maj 1645             |
| 142 | Andrea III Arcioni                                                      | maj 1645             | grudzień 1647        |
| 143 | Desiderio IV Petronio (po raz drugi)                                    | styczeń 1648         | 15 lipca 1649        |
| 144 | Domenico II Quesada                                                     | styczeń 1650         | grudzień 1653        |
| 145 | Carlo de Mauro                                                          | styczeń 1654         | marzec 1657          |
| 146 | Angelo VI della Noce                                                    | marzec 1657          | maj 1661             |
| 147 | Anastasio Perrone                                                       | maj 1661             | kwiecień 1665        |
| 148 | Angelo VI della Noce (po raz drugi)                                     | maj 1665             | kwiecień 1669        |
| 149 | Mauro Cesarini                                                          | maj 1669             | kwiecień 1675        |
| 150 | Severino II Pepe                                                        | maj 1675             | maj 1680             |
| 151 | Andrea IV Deodati                                                       | maj 1680             | maj 1681             |
| 152 | Sebastiano I Biancardi                                                  | maj 1681             | kwiecień 1687        |
| 153 | Andrea IV Deodati (po raz drugi)                                        | maj 1687             | kwiecień 1692        |
| 154 | Severino II Pepe (po raz drugi)                                         | maj 1692             | 27 sierpnia 1697     |
| 155 | Ippolito della Penna                                                    | 20 listopada 1697    | kwiecień 1704        |
| 156 | Gregorio III Galisio                                                    | maj 1704             | kwiecień 1717        |
| 157 | Nicola II Ruggi                                                         | maj 1717             | 16 sierpnia 1722     |
| 158 | Arcangelo Brancaccio                                                    | 17 września          | 24 kwietnia 1725     |
| 159 | Sebastiano II Gadaleta                                                  | czerwiec 1725        | kwiecień 1731        |
| 160 | Stefano IV de Stefano                                                   | kwiecień 1731        | 3 lutego 1737        |
| 161 | Ildefonso I del Verme                                                   | maj 1737             | maj 1739             |
| 162 | Sebastiano II Gadaleta (po raz drugi)                                   | maj 1739             | maj 1745             |
| 163 | Antonio II Capece                                                       | maj 1745             | maj 1751             |
| 164 | Giovanni Ragosa                                                         | maj 1751             | 3 grudnia 1753       |
| 165 | Marino II Migliarese                                                    | 1754                 | kwiecień 1760        |
| 166 | Domenico III Favilla                                                    | maj 1760             | kwiecień 1766        |
| 167 | Aurelio Parisio                                                         | kwiecień 1766        | maj 1772             |
| 168 | Rinaldo Santomagno                                                      | maj 1772             | maj 1778             |
| 169 | Domenico III Favilla (po raz drugi)                                     | maj 1778             | 1780                 |
| 170 | Prospero de Rosa                                                        | maj 1781             | 1787                 |
| 171 | Tommaso III Capomazza                                                   | 21 marca 1788        | kwiecień 1793        |
| 172 | Prospero de Rosa (po raz drugi)                                         | maj 1793             | 1797                 |
| 173 | Marino III Lucarelli                                                    | 4 października 1797  | kwiecień 1804        |
| 174 | Aurelio II Visconti                                                     | kwiecień 1804        | 1816                 |
| 175 | Giuseppe del Balzo                                                      | 1817                 | 30 czerwca 1821      |
| 176 | Luigi III Bovio                                                         | 26 listopada 1821    | maj 1828             |
| 177 | Giacomo Diez                                                            | 12 czerwca 1828      | maj 1834             |
| 178 | Celestino Gonzaga                                                       | maj 1834             | maj 1840             |
| 179 | Matteo Morso                                                            | maj 1840             | 11 listopada 1840    |
| 180 | Giuseppe II Frisari                                                     | 1841                 | 1849                 |
| 181 | Michelangelo Celesia                                                    | 1850                 | kwiecień 1858        |
| 182 | Simplicio III Pappalettere                                              | kwiecień 1858        | 1863                 |
| 183 | Carlo II de Vera                                                        | 1863                 | 1871                 |
| 184 | Nicola IV d’Orgemont                                                    | 1872                 | 23 czerwca 1896      |
| 185 | Giuseppe III Quandel                                                    | 1896                 | 27 lutego 1897       |
| 186 | Bonifacio Krug                                                          | 1897                 | 4 lipca 1909         |
| 187 | Gregorio Diamare                                                        | 24 lipca 1909        | 6 września 1945      |
|     | Czwarte zniszczenie Monte Cassino                                       | 1944                 |                      |
| 188 | Ildefonso Rea                                                           | 21 listopada 1945    | 17 kwietnia 1971     |
| 189 | Martino Matronola                                                       | 24 maja 1971         | 25 kwietnia 1983     |
| 190 | Bernardo D’Onorio                                                       | 25 kwietnia 1983     | 20 września 2007     |
| 191 | Pietro Vittorelli                                                       | 17 listopada 2007    | 12 czerwca 2013      |
| 192 | Donato Ogliari                                                          | 24 października 2014 | 2022                 |
| 193 | Antonio Fallica                                                         | 2023                 |                      |